# Rainer de Vivie
Ernst Rainer de Vivie (* 5. Oktober 1938 in Hamburg; † 28. September 2020) war ein deutscher Herzchirurg und Hochschullehrer.

## Leben
De Vivie schloss 1963 an der Universität Hamburg seine Doktorarbeit (Thema: „Zur Frage des Gallensteinileus“) ab. Der Schüler von Josef Koncz habilitierte sich 1975 an der Georg-August-Universität Göttingen und wurde 1978 zum außerplanmäßigen Professor ernannt.
Von 1988 bis zum Beginn seines Ruhestands im Jahr 2005 war er Direktor des Herzzentrums der Klinik und Poliklinik für Herz- und Thoraxchirurgie an der Universitätsklinik Köln. Er führte gemeinsam mit seinen Mitarbeitern knapp 16.000 Herzoperationen durch, darunter auch Herzverpflanzungen. Zu seinen Fachgebieten gehörte die Kinderherzchirurgie. Bis 2007 war de Vivie Mitglied im Kuratorium der Deutschen Sporthochschule Köln (DSHS) und gehörte bis 2013 dem Hochschulrat der DSHS an.
Die Deutsche Gesellschaft für Thorax-, Herz- und Gefäßchirurgie vergibt mit der Kölner Loni-Page-Stiftung den Ernst-Rainer de Vivie-Förderpreis für „innovative und interdisziplinäre wissenschaftliche Arbeiten zur Forschung und Therapie angeborener Herzfehler im Säuglings-, Kinder- und Erwachsenenalter“.